# Kommunikationstafel
Eine Kommunikationstafel ist eine Kommunikationshilfe, die in der Unterstützten Kommunikation genutzt wird, damit sich kommunikationsbeeinträchtigte Menschen besser verständigen können.
Kommunikationstafeln bestehen aus einer Unterlage (meistens aus Holz, Pappe oder Kunststoff usw.) und den darauf befestigten Symbolen. Die Symbole sind in der Regel zweidimensional (zum Beispiel Schriftsprache, Fotos, Piktogramme, Bliss-Symbole), können jedoch auch aus dreidimensionalen Objekten bestehen (taktile Symbole, Objektsymbole). Jedes Symbol hat eine bestimmte Bedeutung.
Die kommunikationsbeeinträchtigte Person zeigt auf die Symbole, so dass der Gesprächspartner weiß, was sie ausdrücken möchte.
Zur besseren Haltbarkeit werden Kommunikationstafel fast immer laminiert, d. h. in Folie eingeschweißt. Kommunikationstafeln sind leicht und daher gut tragbar – sie können auch unter einer Plexiglasscheibe am Rollstuhltablett angebracht sein, in zusammenklappbarer Form mitgenommen werden oder z. B. im Netz eines Rollstuhles liegen. Bei großem Vokabular bilden mehrere Tafeln zusammen ein Kommunikationsbuch (z. B. in einem Ringbuchordner).
Kommunikationstafeln können allgemeine Tafeln sein, die Vokabular enthalten, das in möglichst vielen Situationen genutzt werden kann. Darüber hinaus ist es häufig sinnvoll, für bestimmte Situationen (z. B. Morgenkreis, Kochunterricht, Krankenhausaufenthalt, Spielsituationen) themenspezifische Tafeln herzustellen.
Kommunikationstafeln sind meistens nicht-elektronisch, es gibt jedoch auch elektronische Kommunikationstafeln, die z. B. über Leuchtfelder verfügen, damit sie mit indirekten Selektionsverfahren angesteuert werden können.
Wenn eine Kommunikationstafel über Sprachausgabe verfügt, nennt man sie nicht mehr Kommunikationstafel, sondern Sprachausgabegerät.

## Zielgruppe
Kommunikationstafeln eignen sich in erster Linie als Hilfsmittel für Menschen ohne effektive Lautsprache, die über die grundlegende Fähigkeit verfügen, eine Abbildung optisch zu erfassen und kognitiv als Referenzobjekt für etwas anderes (z. B. für eine Person, eine Tätigkeit, eine Eigenschaft, ein Objekt) zu erkennen. Das bedeutet allerdings nicht, dass Menschen, die noch kein ausreichendes Symbolverständnis entwickelt haben, automatisch für den Gebrauch einer Kommunikationstafel ausscheiden. Die Entwicklung dieses Symbolverständnisses lässt sich gerade durch den Einsatz von Fotos und grafischen Symbolen unterstützen. So wird eine Kommunikationstafel möglicherweise zunächst als pädagogisch-therapeutisches Mittel zur Anbahnung des Symbolverständnisses eingesetzt und geht, falls die Intervention erfolgreich ist, im Laufe der Zeit in ein tatsächliches Kommunikationsmedium über.

## Partnerscanning
Ein weitverbreiteter Irrtum ist die Annahme, eine Kommunikationstafel könne nur von Menschen genutzt werden, die über die motorische Fähigkeit verfügen, mit den Händen, Füßen oder einem Hilfsmittel wie Stirnstab oder Lichtzeiger auch tatsächlich auf die gewünschten Symbole zu zeigen. Wer nicht selbst zeigen kann, für den eignet sich das langsame, aber sehr effektive Partnerscanning. Hinter diesem Begriff verbirgt sich die simple Methode, dass der Partner für den unterstützt Kommunizierenden auf die Tafel zeigt und Bereich für Bereich, Spalte für Spalte und Symbol für Symbol abfragt. Im Falle einer Tafel mit Farbkodierung sieht das praktisch so aus, dass zunächst der Bereich (im roten, blauen, grünen, gelben etc. Bereich der Tafel?), dann die Spalten (in der ersten, zweiten, dritten Spalte?) und dann die einzelnen Symbole innerhalb der gewünschte Spalte abgefragt werden. Die Voraussetzung für die Methode des Partnerscannings ist eine eindeutige Ja/Nein-Reaktion auf Seiten der Tafelnutzers.

## Auswahl des Vokabulars
Bei der Auswahl des Vokabulars einer Kommunikationstafel ist es wichtig, zwischen Kern- und Randvokabular zu unterscheiden. Das Kernvokabular umfasst die 200-300 am häufigsten verwendeten Wörter einer Sprache und besteht vorrangig aus sogenannten kleinen Wörtern wie „ich“, „auch“, „nicht“ „mit“ und einigen Verben. Dieses Vokabular ist auf einer allgemeinen Kommunikationstafel unerlässlich, denn es ist vielfältig und flexibel einsetzbar. Gleichzeitig muss eine Kommunikationstafel aber auch das themenspezifische Randvokabular enthalten, damit der Kontext eingegrenzt werden kann. Praktische Vorschläge für Kommunikationstafeln, die sowohl Kern- wie auch Randvokabular enthalten, bieten die Kölner Mappe von Boenisch/Sachse und die MOHECO-Mappe von Bollmeyer/Hüning-Meyer/Pivit.

## Repräsentation des Vokabulars
Außer durch Fotos wird das Vokabular auf Kommunikationstafeln in der Regel durch grafische Symbole repräsentiert, für die es inzwischen hervorragende Materialien gibt. Zum einen existieren Symbolsammlungen (z. B. PCS, Metacom, Aladin, LÖB), die die mühsame Suche nach geeigneten Bildsymbolen erheblich vereinfachen, zum anderen gibt es Computerprogramme, die das Erstellen einer Tafel am Computer ermöglichen.
Eine Kommunikationstafel kann auch aus Buchstaben, Wörtern und/oder Phrasen bestehen oder um diese Elemente ergänzt werden, falls ein Benutzer nur einige Wörter buchstabieren kann bzw. nur einige Ganzwörter und Phrasen erlesen kann.

## Organisation des Vokabulars
Das Vokabular einer allgemeinen Tafel wird häufig nach dem Fitzgerald-Schlüssel organisiert, d. h. die Anordnung der Symbole richtet sich nach der Struktur eines Aussagesatzes (Subjekte, Prädikate, adverbiale Bestimmungen, Objekte). Um eine Orientierung zu erleichtern, werden die einzelnen Kategorien farbig kodiert, also entweder farbig umrandet oder mit farbigem Papier unterlegt. Farbkodierungen sind auch hilfreich für die Methode des Partnerscannings.
Die Organisation des Vokabulars kann aber auch von anderen Kriterien bestimmt sein, z. B. von den motorischen oder visuellen Fähigkeiten eines Benutzers. So ist es unter Umständen sinnvoll, die wichtigsten Vokabeln in dem Bereich der Tafel unterzubringen, der motorisch oder visuell am einfachsten zu erreichen ist. Wie schon die Auswahl des Vokabulars erfolgt somit auch die Anordnung nach individuellen Gesichtspunkten.